# 皇帝煎餅

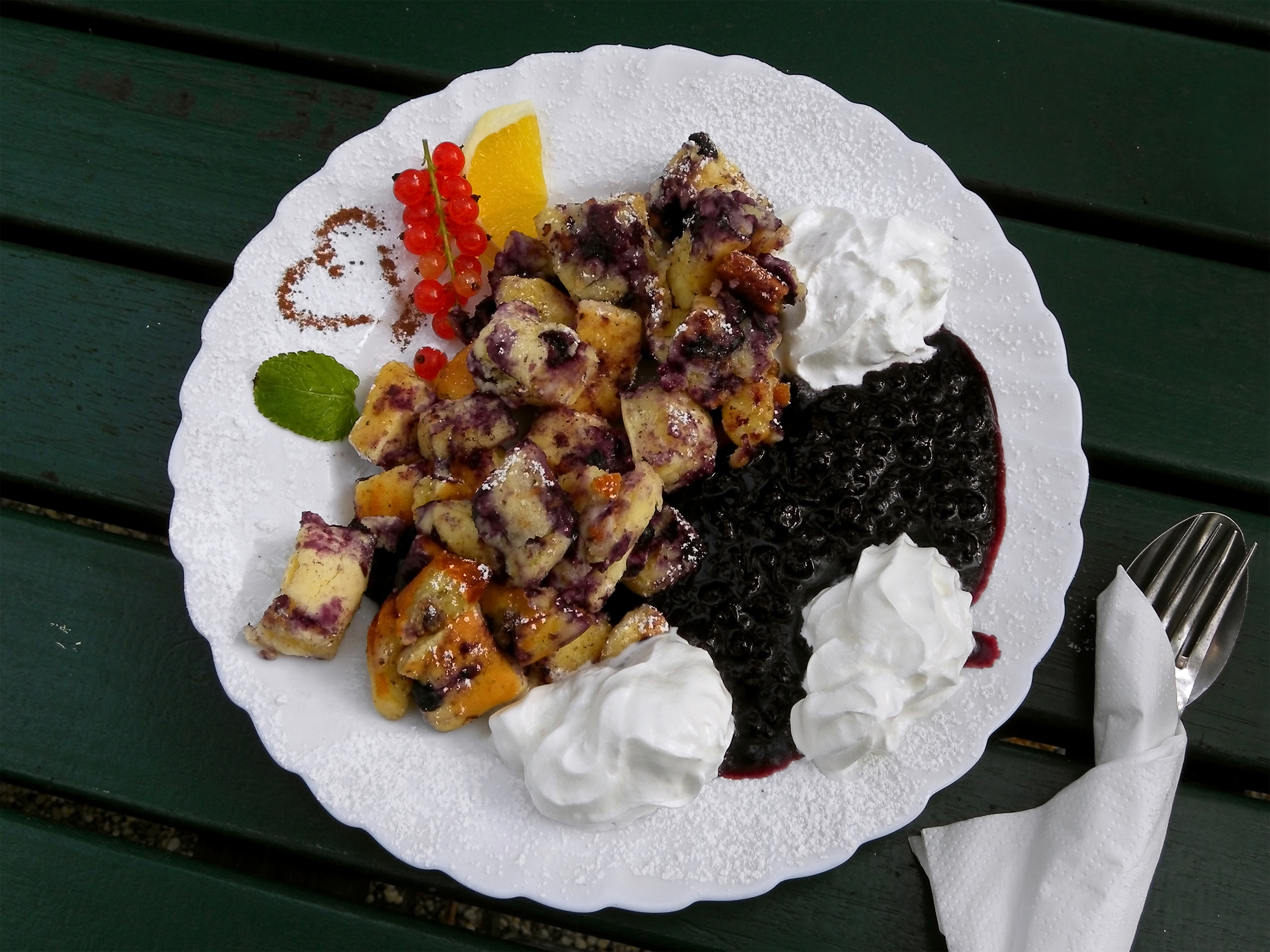
一盤有鮮奶油、藍莓、水果的皇帝煎餅

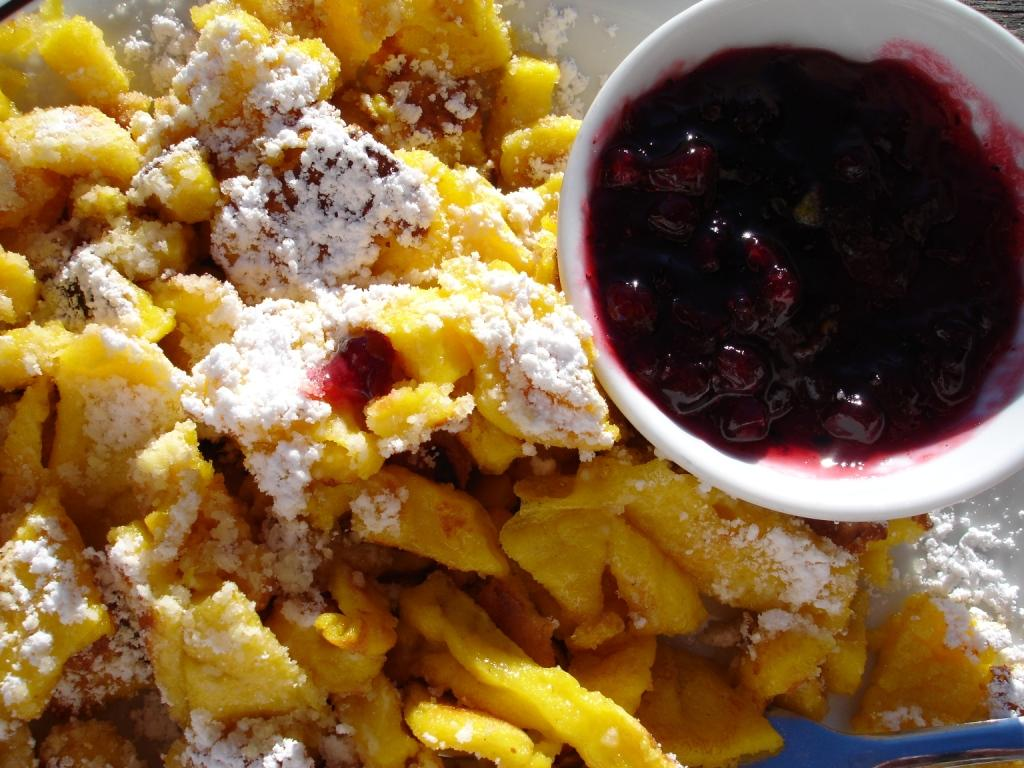
附上越橘醬的皇帝煎餅

皇帝煎餅（德語：Kaiserschmarrn）是奧地利最著名的甜點之一，自奧匈帝國時代就開始流行。皇帝煎餅也同樣流行於巴伐利亞和匈牙利。傳說法蘭茲·約瑟夫一世非常喜歡皇帝煎餅，因此得名，但這種說法並沒有文獻資料的依據。